# Cait Sidhe
Los Cait Sith (en gaélico escocés: [kʰaht̪ ˈʃiː]) o Cait Sídhe (en irlandés: [kat̪ˠ ˈʃiː]) son criaturas provenientes de la mitología escocesa o irlandesa. La palabra Cait significa "gato" en Gaélico. Por otra parte, los Sidhe son una raza de seres sobrenaturales, equivalente a las hadas. Literalmente Cait Sith o Cait Sidhe significa "gatos hada".
Se los describen como gatos grandes, del tamaño de perros, de pelaje negro y manchas blancas en el pecho.
La leyenda dice que estas criaturas cazan por las Tierras Altas escocesas. El folclore popular también sugiere que los Cait Sìth no son realmente hadas, sino brujas transformadas. Las leyendas alrededor de estas criaturas son más comunes en el folclore escocés, si bien también pueden encontrarse algunas referencias en el irlandés.
Según lo propuesto por el criptozoólogo británico Karl Shuker en su libro Mystery Cats of the World (1989), es posible que las leyendas de los Cait Sith se inspiraran en los gatos Kellas que son híbridos entre el gato montés europeo y el gato doméstico. El gato montés europeo se encuentra en Escocia, y está ausente de otros lugares de las islas británicas. Los gatos Kellas se parecen a grandes gatos monteses negros, pero con algunas características particulares de los gatos domésticos, y probablemente ha estado presente en Escocia desde hace siglos.

## Generalidades

### Apariencia
El gato sith es todo negro con la excepción de una mancha blanca en el pecho. Se describe como siendo tan grande como un perro y se muestra con la espalda arqueada y los pelos de punta.

### El rey de los gatos
En el cuento popular británico El rey de los gatos, un hombre llega a casa para contarle a su esposa y al gato, el viejo Tom, que vio nueve gatos negros con manchas blancas en el pecho que llevaban un ataúd con una corona sobre él, y uno de los gatos le dice al hombre: "Dile a Tom Tildrum que Tim Toldrum está muerto." El gato entonces exclama: "¿Qué? ¡¿El viejo Tim muerto?! ¡Entonces yo soy el rey de los gatos!". El viejo Tom sube entonces por la chimenea y nunca más se le volvió a ver.

### Robo de almas
Los habitantes de las tierras altas de Escocia no confiaban en el gato sith. Ellos creían que podría robar el alma de una persona antes de ser reclamada por los dioses si pasaba sobre el cadáver antes del entierro; Por lo tanto, esperaban lo que llamaban "Feill Fadalach" (el último despertar) origen del velorio ritual mantenido día y noche para que los gatos sith se mantuvieran lejos del cadáver antes del entierro. Los métodos de "distracción", tales como juegos de salto y lucha libre, hierba gatera, adivinanzas, y música se empleaban para mantener a los gatos Sith fuera de la habitación en la que yacía el familiar muerto. Además, no se hacía fuego donde yacía el cuerpo, ya que la leyenda decía que los gatos sith se sentían atraídos por el calor.

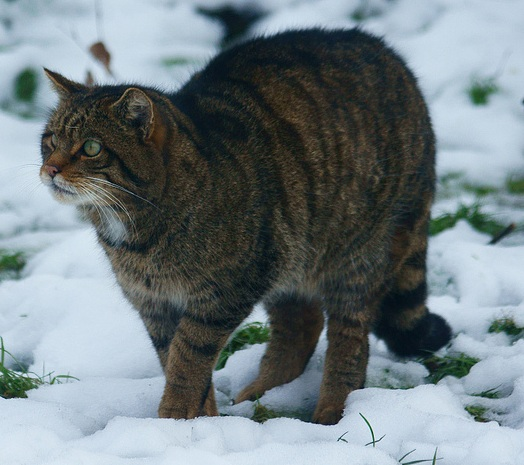
Se cree que los Cait Sith se inspiraron en este gato salvaje de Escocia: Felis silvestris

La hierba gatera se esparcía por toda la casa excepto la habitación donde estaba el cuerpo. La música llamada coronach ( "lamentos") se interpretaba debido a que al Cait Sídhe le encantaría escucharla y bailarla. Se jugaba a los acertijos, pero nunca respondiéndolos por completo. El Cait Sídhe amaría ponderar todas las diferentes respuestas propuestas por los que trataban de adivinar.

## Festividades celtas

### Samhain
En Samhain, se creía que un gato sith bendeciría cualquier casa en la que se le dejara un plato de leche afuera para que él bebiera, pues las casas que no dejaran un platillo de leche serían maldecidas y sus vacas secarían.

### Taghairm
Taghairm Fue una práctica más reciente, observada en mayo de 1824 según lo registrado por la Gaceta literaria de Londres. Se creía que un Cait Sidhe demoníaco de grandes orejas aparecería y concedería cualquier deseo a los que tomaran parte en la ceremonia. La ceremonia requería que durante cuatro días y noches se quemarán de forma sucesiva otros tantos gatos vivos. Se rumoreó que Aleister Crowley la practicó.

## Las brujas y Cait Sidhe
Algunos creían que los Cait Sídhe podrían tomar la forma de una bruja que tenía a su vez la capacidad de transformarse en gato. Las brujas con esta capacidad serían capaces de cambiar de forma humana a la forma de gato sólo ocho veces de acuerdo a la leyenda. Podían optar por transformarse en gato una novena vez, pero entonces deberían ser gatos por el resto de sus vidas. Esta leyenda podría ser la razón de que se diga en la cultura anglosajona que los gatos tienen nueve vidas.